# Pałac Woroncowa w Ałupce

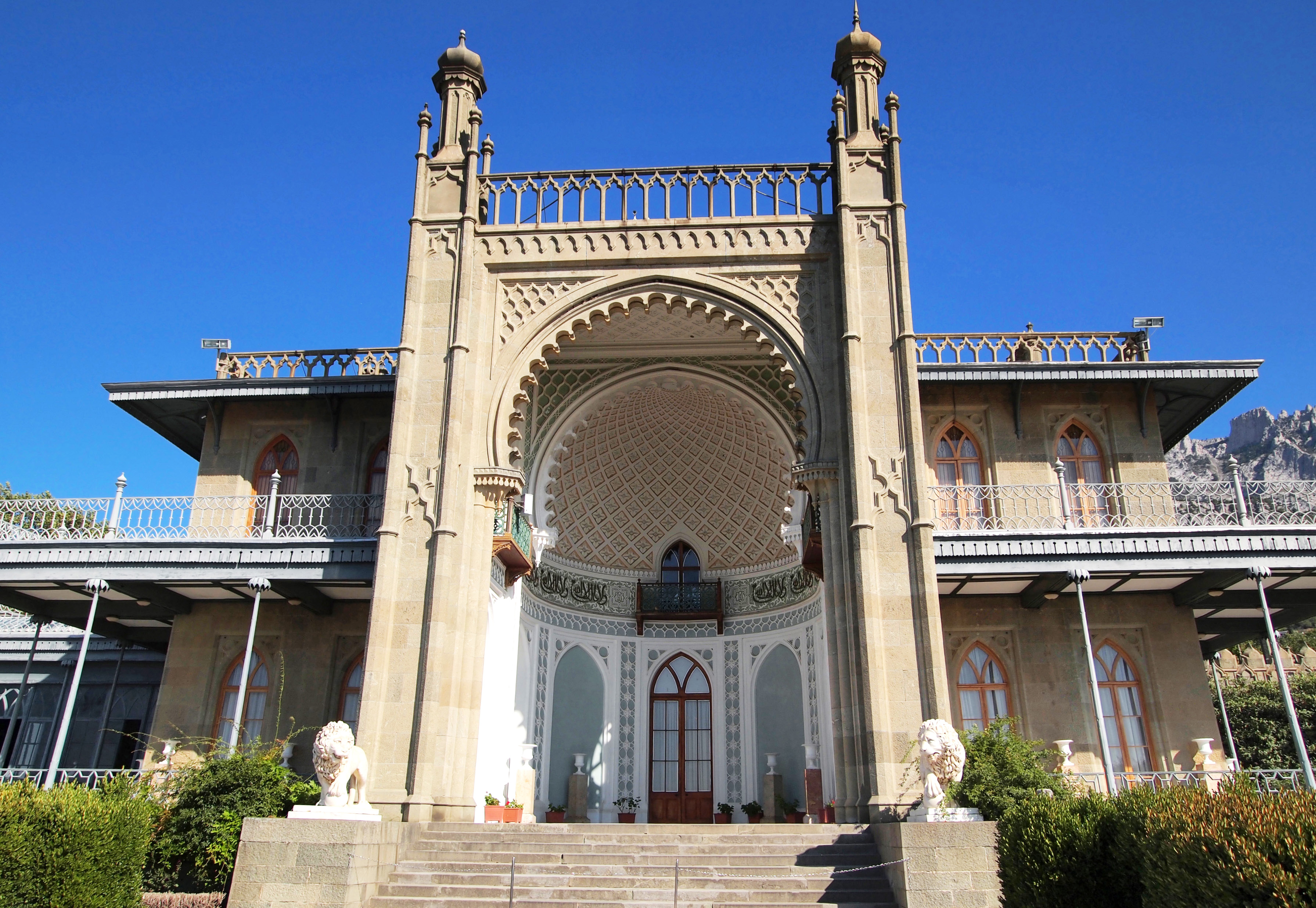
Fasada południowa pałacu

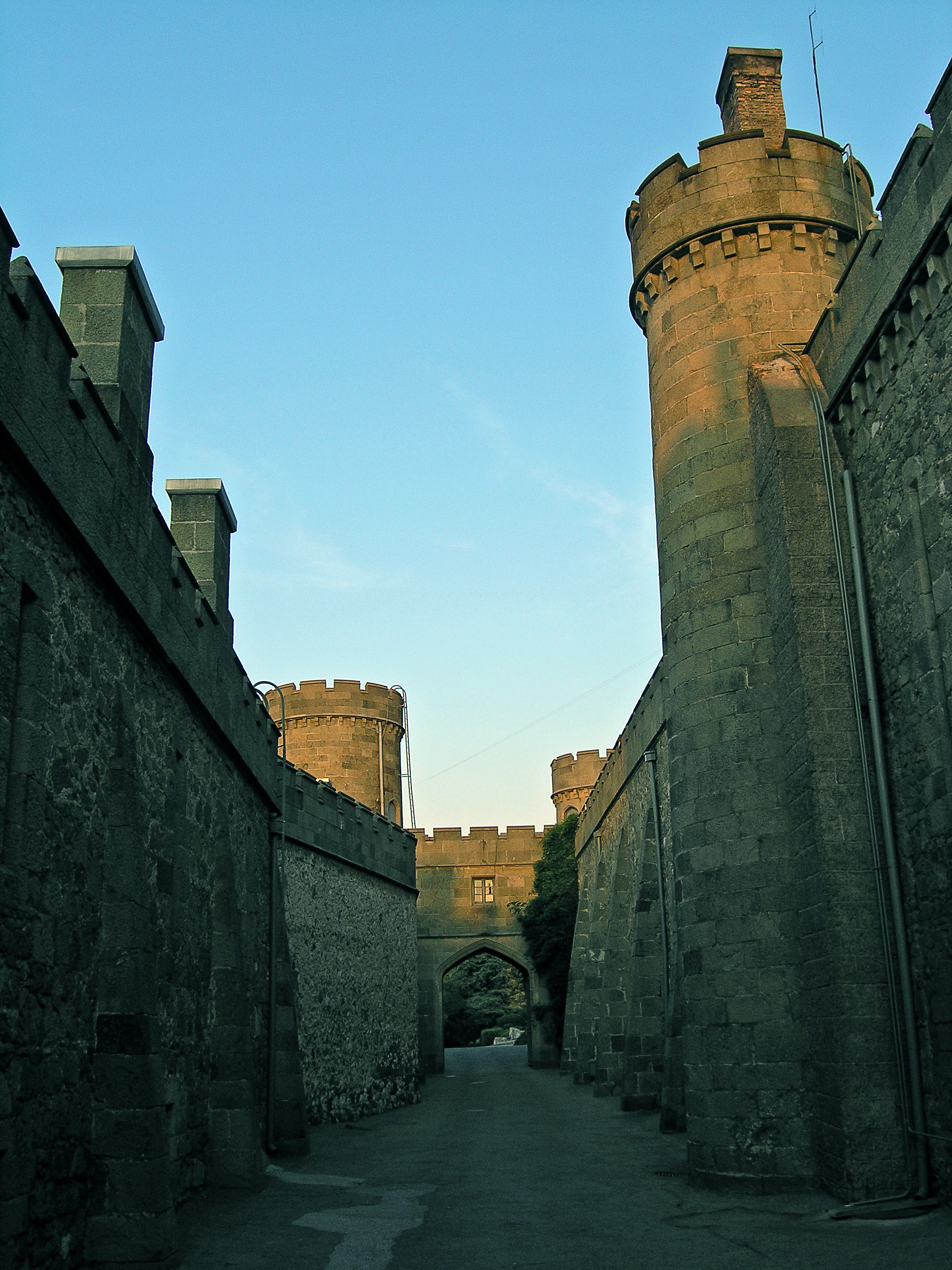
Przejście

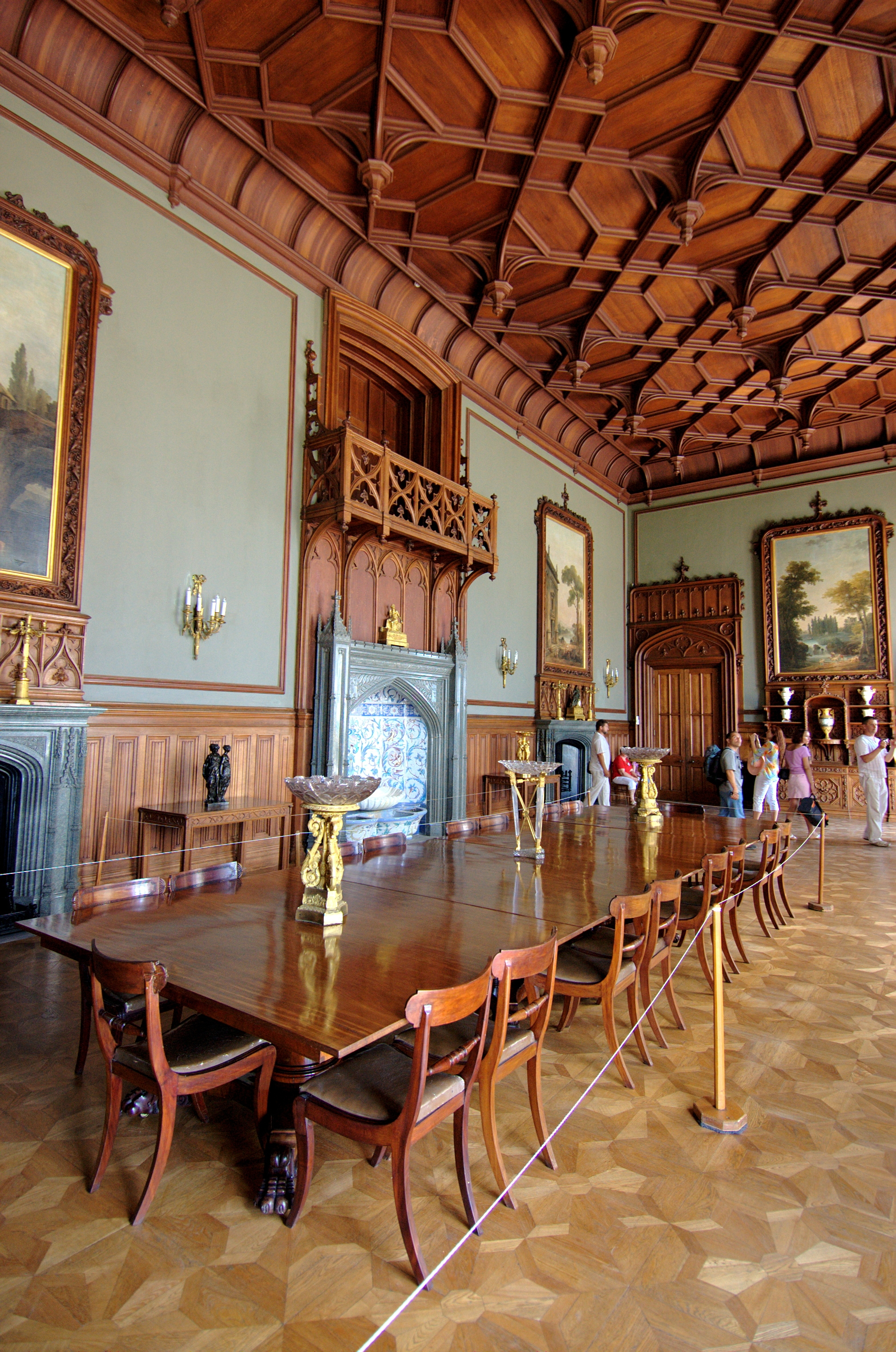
Jadalnia w pałacu

Pałac Woroncowa (ukr. Воронцовський палац, ros. Воронцовский дворец) – pałac wybudowany w pierwszej połowie XIX w. w Ałupce.

## Opis
Pałac księcia Woroncowa wraz z dużym parkiem  wybudował od 1828 do 1848 architekt Edwarda Blore, znany z rozbudowy Pałacu Buckingham. Pałac powstał w stylu eklektycznym, głównie z wykorzystaniem neogotyckich elementów na fasadzie północnej i architektury wzorowanej na indyjskiej i mauretańskiej na fasadzie południowej. Do budowy wykorzystano miejscowy diabaz. Zespół ten uważany jest za jedną z głównych atrakcji turystycznych Krymu. Park pałacowy zaprojektował i nadzorował budowę niemiecki ogrodnik Karl Kebach. Po rewolucji październikowej i ostatecznym upadku władzy białych pałac upaństwowiono. W czasie konferencji jałtańskiej pałac w Ałupce był siedzibą delegacji brytyjskiej, na czele z Churchillem. Efektowny wygląd pałacu sprawił, iż w 1985 ekipa realizująca film Podróże pana Kleksa, wybrała go jako obiekt zdjęciowy, który „zagrał” pałac króla Apolinarego Baja, władcy fikcyjnej krainy filmowej – Bajdocji.